# Anika (musicienne)
Pour les articles homonymes, voir Anika.
Anika, née Annika Henderson, 1987, est auteur-compositeur-interprète, musicienne, journaliste politique et poète britannique et allemande.

## Biographie
Anika est née dans le Surrey et passe son enfance entre le Royaume-Uni et l'Allemagne. Après avoir été journaliste politique et organisatrice de concerts, elle enregistre en 2010 avec le groupe Beak son premier album solo qui est publié par Invada Records (en),. Celui-ci est composé pour partie de composition originales et pour partie de reprises dont Yoko Ono, Bob Dylan ou Skeeter Davis. Un EP voit le jour en 2013,. Elle forme ensuite le groupe Exploded View avec les musiciens mexicains Martin Thulin, Hugo Quezada et Amon Melgarejo. Le groupe publie un premier album en 2016 et le suivant en 2018. En 2021 elle publie son second album solo baptisé Change suivi en 2022 d'un Ep de remixes des titres de cet album.

## Discographie

### Participations
- 2014 - Anika & Camera - 2am (Bureau B)
- 2015 - Anika & T.Raumschmiere - Sleeping Pills and Habits (Shitkatapult)
- 2017 - Dave Clarke - I’m Not Afraid (Feat Anika) (Skint Records)
- 2014 - Shackleton & Anika - Behind the Glass
- 2020 - Tricky - Lonely Dancer (Feat Anika) (False Idols)
- 2020 - I Like Trains - Eyes To The Left (Feat Anika) (Atlantic Curve)